# Liste des ordres, décorations et médailles de la Roumanie
Les ordres, décorations et médailles de la Roumanie constituent un système par lequel les citoyens, civils et militaires sont récompensés pour leur courage, leur réussite ou pour services rendus. Le système comprend les ordres honorifiques, les décorations, à titre civil ou militaire et les médailles.

## Ordres, décorations et médailles en vigueur

### National
| Ordre de l'Étoile de Roumanie (1877-1948 , recréation 1998) | Ordre national du Service Fidèle (1932-1947 , recréation 2000) | Ordre national du Mérite (2000) | Croix du Service Fidèle (1906-1947 , recréation 2000) | Médaille du Service Fidèle (1878-1947 , recréation 2000) | Médaille nationale du Mérite (2000) |
| ----------------------------------------------------------- | -------------------------------------------------------------- | ------------------------------- | ----------------------------------------------------- | -------------------------------------------------------- | ----------------------------------- |
|                                                             |                                                                |                                 |                                                       |                                                          |                                     |
|                                                             |                                                                |                                 |                                                       |                                                          |                                     |

### Thématique
- Ordre du Mérite agricole.
- Ordre du Mérite culturel.
- Ordre du Mérite diplomatique.
- Ordre du Mérite industriel et commercial.
- Ordre du Mérite des sports.

### Honorifique
| Ordre de l'Aigle de Roumanie (1933 - 1947 et recréation 2004) |
| ------------------------------------------------------------- |
|                                                               |
|                                                               |

### Dynastique
| Ordre de Carol Ier (1906 - 1947 et recréation 2005) |
| --------------------------------------------------- |
|                                                     |
|                                                     |